# Верхук, Гейсберт
Гейсберт Верхук (нидерл. Gijsbert Verhoek или Verhoeck ; 1644 год, Бодегравен (Bodegraven) — 1690 год, Амстердам) — голландский живописец-баталист Золотого века Голландии; младший брат Питера Верхука (1633—1702).
Ученик своего старшего брата; в Амстердаме учился у Adam Pijnacker.